# Marry Me (film, 1932)
Pour les articles homonymes, voir Marry Me.
Pour plus de détails, voir Fiche technique et Distribution.
Marry Me est un film britannique réalisé par Wilhelm Thiele et sorti en 1932.

## Synopsis
Ann devient la femme de ménage de l'homme qu'elle aime, un membre de la haute société de Berlin.

## Fiche technique
- Titre original : Marry Me
- Réalisation : Wilhelm Thiele
- Scénario : Anthony Asquith, Angus MacPhail
- Direction artistique : Alex Vetchinsky
- Photographie : Bernard Knowles
- Son : George Gunn
- Montage : Ian Dalrymple
- Musique : Michael Krausz
- Lyrics : Desmond Carter, Frank Eyton
- Direction musicale : Louis Levy
- Production : Michael Balcon
- Société de production : Gainsborough Pictures, Gaumont-British Picture Corporation
- Société de distribution : Ideal Films
- Pays d'origine :  Royaume-Uni
- Langue originale : anglais
- Format : Noir et blanc — 35 mm — 1,37:1 — son mono
- Genre : Film musical et comédie romantique
- Durée : 75 minutes
- Dates de sortie : Royaume-Uni : 1932

## Distribution
- Renate Müller : Ann Linden
- Harry Green : Sigurd Bernstein
- George Robey : Aloysius Novak
- Ian Hunter : Robert Hart
- Maurice Evans : Paul Hart
- Billy Caryll : Meyer
- Charles Hawtrey : Billy Hart
- Charles Carson : Korten
- Viola Lyel : Mme Krause
- Sunday Wilshin : Ida Brun

## Bande originale
- "A Little Sunshine", "Marry Me", "Wonderful to Me" : musique de Michael Krausz, lyrics de Desmond Carter et Frank Eyton

## Autour du film
- Remake de Mädchen zum Heiraten, film allemand du même réalisateur sorti la même année, avec la même actrice principale